# Convocazioni per il campionato europeo maschile di pallamano 2020
Elenco dei giocatori convocati da ciascuna Nazionale partecipante al campionato europeo maschile di pallamano 2020.
Età, squadre, presenze e reti aggiornate al 9 gennaio 2020.

## Girone A

### Bielorussia
La squadra finale è stata annunciata il 6 gennaio 2020.
Head coach: Juryj Šaŭcoŭ
| N. | Pos. | Nome                  | Data di nascita (età)       | Altezza | Pres. | Reti | Squadra          |
| -- | ---- | --------------------- | --------------------------- | ------- | ----- | ---- | ---------------- |
| 1  | GK   | Aljaksej Kišoŭ        | 23 settembre 1986 (33 anni) | 1.94 m  | 46    | 1    | SKA Minsk        |
| 2  | LW   | Ivan Broŭka           | 20 aprile 1980 (39 anni)    | 1.85 m  | 197   | 598  | SKA Minsk        |
| 3  | LB   | Uladzislaŭ Kuleš      | 28 maggio 1996 (23 anni)    | 2.06 m  | 59    | 166  | PGE Vive Kielce  |
| 8  | RB   | Sjarhej Šylovič       | 16 maggio 1986 (33 anni)    | 1.96 m  | 150   | 474  | Meshkov Brest    |
| 10 | CB   | Barys Puchoŭski       | 3 gennaio 1987 (33 anni)    | 1.88 m  | 196   | 838  | Motor Zaporozhye |
| 12 | GK   | Ivan Mackevič         | 8 maggio 1991 (28 anni)     | 1.86 m  | 80    | 5    | Meshkov Brest    |
| 16 | GK   | Vjačaslaŭ Saldatsenka | 23 agosto 1994 (25 anni)    | 1.89 m  | 66    | 1    | CSM Bacău        |
| 17 | CB   | Dzmitryj Nikulenkaŭ   | 12 luglio 1984 (35 anni)    | 1.92 m  | 116   | 198  | SKA Minsk        |
| 22 | P    | Vjačaslaŭ Šumak       | 22 dicembre 1988 (31 anni)  | 2.02 m  | 84    | 43   | Meshkov Brest    |
| 23 | LW   | Andrėj Jurynok        | 21 settembre 1996 (23 anni) | 1.96 m  | 73    | 191  | Meshkov Brest    |
| 24 | RW   | Maksim Baranaŭ        | 11 aprile 1988 (31 anni)    | 1.90 m  | 142   | 350  | Meshkov Brest    |
| 26 | P    | Juryj Lukjančuk       | 5 gennaio 1990 (30 anni)    | 1.95 m  | 13    | 21   | Riihimäki Cocks  |
| 33 | RW   | Mikita Vajlupaŭ       | 30 luglio 1995 (24 anni)    | 1.86 m  | 27    | 75   | Meshkov Brest    |
| 47 | CB   | Aljaksandr Padšyvalaŭ | 8 marzo 1996 (23 anni)      | 1.90 m  | 48    | 76   | GWD Minden       |
| 50 | P    | Arcëm Karalëk         | 20 febbraio 1996 (23 anni)  | 1.96 m  | 66    | 230  | PGE Vive Kielce  |
| 74 | P    | Vjačaslaŭ Bochan      | 7 aprile 1996 (23 anni)     | 2.06 m  | 35    | 27   | SKA Minsk        |
| 95 | LB   | Vadzim Gajdučėnka     | 24 aprile 1995 (24 anni)    | 1.93 m  | 51    | 116  | Saint-Raphaël    |
| 98 | RB   | Mikalaj Alëchin       | 9 aprile 1998 (21 anni)     | 1.90 m  | 14    | 19   | SKA Minsk        |

### Croazia
La squadra finale è stata annuncia7 gennaio 2020.
Commissario tecnico: Lino Červar
| N. | Pos. | Nome             | Data di nascita (età)       | Altezza | Pres. | Reti | Squadra               |
| -- | ---- | ---------------- | --------------------------- | ------- | ----- | ---- | --------------------- |
| 3  | P    | Marino Marić     | 1º giugno 1990 (29 anni)    | 1.96 m  | 55    | 103  | MT Melsungen          |
| 5  | CB   | Domagoj Duvnjak  | 1º giugno 1988 (31 anni)    | 1.97 m  | 202   | 658  | THW Kiel              |
| 6  | LB   | Matej Hrstić     | 11 agosto 1996 (23 anni)    | 1.97 m  | 1     | 1    | PPD Zagreb            |
| 7  | RB   | Luka Stepančić   | 20 novembre 1990 (29 anni)  | 2.03 m  | 83    | 210  | Pick Szeged           |
| 13 | RW   | Zlatko Horvat    | 25 settembre 1984 (35 anni) | 1.79 m  | 173   | 541  | PPD Zagreb            |
| 17 | LB   | Josip Šarac      | 24 febbraio 1998 (21 anni)  | 2.01 m  | 2     | 0    | Celje Pivovarna Laško |
| 18 | CB   | Igor Karačić     | 2 novembre 1988 (31 anni)   | 1.89 m  | 76    | 179  | PGE Vive Kielce       |
| 28 | P    | Željko Musa      | 8 gennaio 1986 (34 anni)    | 2.00 m  | 121   | 102  | SC Magdeburgo         |
| 30 | LB   | Marko Mamić      | 6 marzo 1994 (25 anni)      | 2.00 m  | 54    | 93   | SC DHfK Leipzig       |
| 33 | CB   | Luka Cindrić     | 5 luglio 1993 (26 anni)     | 1.82 m  | 59    | 139  | Barça                 |
| 36 | RW   | Vlado Matanović  | 29 maggio 1995 (24 anni)    | 1.82 m  | 3     | 9    | Gorenje Velenje       |
| 39 | LW   | David Mandić     | 14 settembre 1997 (22 anni) | 1.87 m  | 22    | 67   | PPD Zagreb            |
| 50 | LW   | Valentino Ravnić | 20 luglio 1995 (24 anni)    | 1.90 m  | 6     | 5    | PPD Zagreb            |
| 53 | P    | Marin Šipić      | 29 aprile 1996 (23 anni)    | 1.90 m  | 22    | 47   | PPD Zagreb            |
| 55 | GK   | Marin Šego       | 2 agosto 1985 (34 anni)     | 1.98 m  | 41    | 2    | Montpellier Handball  |
| 60 | GK   | Matej Ašanin     | 4 settembre 1993 (26 anni)  | 2.06 m  | 7     | 0    | PPD Zagreb            |

### Montenegro
La squadra finale è stata annunciata il 22 Dicembre 2019. Il 5 Gennaio 2020, Miloš Vujović è stato sostituito con Filip Vujović a causa di un infortunio.
Commissario tecnico: Zoran Roganović
| N. | Pos. | Nome               | Data di nascita (età)      | Altezza | Pres. | Reti | Squadra                  |
| -- | ---- | ------------------ | -------------------------- | ------- | ----- | ---- | ------------------------ |
| 2  | CB   | Filip Vujović      | 7 aprile 1996 (23 anni)    | 1.85 m  | 0     | 0    | CB Cangas                |
| 3  | CB   | Aleksandar Glendža | 1º dicembre 1995 (24 anni) | 1.97 m  | 0     | 0    | RK Slovenj Gradec        |
| 4  | LW   | Aleksandar Bakić   | 3 settembre 2000 (19 anni) | 1.94 m  | 4     | 4    | RK Komovi                |
| 7  | RB   | Stefan Čavor       | 3 novembre 1994 (25 anni)  | 1.96 m  | 36    | 78   | HSG Wetzlar              |
| 8  | P    | Vuk Lazović        | 10 marzo 1988 (31 anni)    | 1.99 m  | 13    | 8    | SK Hawks                 |
| 11 | RB   | Branko Vujović     | 20 aprile 1998 (21 anni)   | 1.94 m  | 7     | 4    | PGE Vive Kielce          |
| 12 | GK   | Mile Mijušković    | 8 ottobre 1985 (34 anni)   | 1.92 m  | 29    | 0    | Balonmano Sinfín         |
| 13 | RW   | Mirko Radović      | 15 giugno 1990 (29 anni)   | 1.82 m  | 37    | 31   | Eurofarm Rabotnik        |
| 16 | GK   | Nebojša Simić      | 19 gennaio 1993 (26 anni)  | 1.91 m  | 28    | 0    | MT Melsungen             |
| 19 | P    | Branko Kankaraš    | 25 agosto 1988 (31 anni)   | 1.92 m  | 11    | 7    | Meshkov Brest            |
| 20 | LB   | Stevan Vujović     | 7 aprile 1990 (29 anni)    | 1.95 m  | 38    | 79   | Motor Zaporozhye         |
| 21 | LB   | Vasko Ševaljević   | 21 giugno 1988 (31 anni)   | 1.93 m  | 49    | 215  | Tremblay-en-France       |
| 24 | LB   | Miloš Božović      | 10 dicembre 1994 (25 anni) | 1.96 m  | 25    | 59   | RK Zagreb                |
| 25 | RW   | Marko Lasica       | 30 aprile 1988 (31 anni)   | 1.88 m  | 47    | 51   | Beşiktaş                 |
| 32 | CB   | Božo Anđelić       | 16 marzo 1992 (27 anni)    | 1.86 m  | 26    | 30   | Ferencváros              |
| 90 | P    | Nemanja Grbović    | 26 aprile 1990 (29 anni)   | 1.87 m  | 48    | 112  | Ceglédi KKSE             |
| 93 | RB   | Vladan Lipovina    | 7 marzo 1993 (26 anni)     | 1.98 m  | 28    | 64   | HBW Balingen-Weilstetten |

### Serbia
Commissario tecnico: Nenad Peruničić
| N. | Pos. | Nome               | Data di nascita (età)       | Altezza | Pres. | Reti | Squadra                       |
| -- | ---- | ------------------ | --------------------------- | ------- | ----- | ---- | ----------------------------- |
| 5  | LB   | Ivan Mošić         | 23 dicembre 1994 (25 anni)  | 1.94 m  | 17    | 29   | Abanca Ademar León            |
| 7  | CB   | Stefan Vujić       | 6 luglio 1991 (28 anni)     | 1.92 m  | 28    | 47   | Dinamo Bucarest               |
| 8  | LB   | Stevan Sretenović  | 25 settembre 1995 (24 anni) | 2.01 m  | 24    | 58   | RK Vojvodina                  |
| 9  | RB   | Nikola Crnoglavac  | 22 aprile 1992 (27 anni)    | 1.95 m  | 17    | 38   | CSM Bacău                     |
| 10 | RW   | Milan Đukić        | 16 agosto 1985 (34 anni)    | 1.85 m  | 11    | 19   | RK Eurofarm Rabotnik          |
| 13 | P    | Živan Pešić        | 7 luglio 1993 (26 anni)     | 1.93 m  | 23    | 29   | RK Nexe                       |
| 14 | RW   | Bogdan Radivojević | 2 marzo 1993 (26 anni)      | 1.86 m  | 45    | 96   | MOL-Pick Szeged               |
| 17 | CB   | Aleksa Kolaković   | 10 agosto 1997 (22 anni)    | 1.92 m  | 4     | 3    | Saint-Raphaël Var Handball    |
| 19 | LW   | Nemanja Ilić       | 11 maggio 1990 (29 anni)    | 1.78 m  | 77    | 231  | Fenix Toulouse                |
| 20 | LB   | Miljan Pušica      | 30 giugno 1991 (28 anni)    | 2.00 m  | 42    | 75   | GWD Minden                    |
| 21 | LW   | Vanja Ilić         | 25 febbraio 1995 (24 anni)  | 1.80 m  | 27    | 47   | C'Chartres Métropole handball |
| 23 | P    | Zoran Nikolić      | 23 febbraio 1991 (28 anni)  | 1.88 m  | 31    | 55   | HC Dobrogea Sud Constanța     |
| 24 | CB   | Lazar Kukić        | 12 dicembre 1995 (24 anni)  | 1.86 m  | 28    | 38   | BM Logroño La Rioja           |
| 25 | RB   | Nemanja Zelenović  | 27 febbraio 1990 (29 anni)  | 1.94 m  | 88    | 254  | Frisch Auf Göppingen          |
| 33 | P    | Mijajlo Marsenić   | 9 marzo 1993 (26 anni)      | 2.03 m  | 81    | 174  | Füchse Berlino                |
| 76 | GK   | Vladimir Cupara    | 19 febbraio 1994 (25 anni)  | 1.98 m  | 36    | 3    | Telekom Veszprém              |
| 90 | GK   | Tibor Ivanišević   | 16 agosto 1990 (29 anni)    | 1.96 m  | 27    | 0    | HSG Wetzlar                   |

## Girone B

### Austria
La squadra finale è stata annunciata il 7 Gennaio 2020.
Commissario tecnico: Aleš Pajovič
| N. | Pos. | Nome               | Data di nascita (età)      | Altezza | Pres. | Reti | Squadra               |
| -- | ---- | ------------------ | -------------------------- | ------- | ----- | ---- | --------------------- |
| 1  | GK   | Thomas Bauer       | 24 gennaio 1986 (33 anni)  | 1.90 m  | 151   | 0    | FC Porto              |
| 7  | RB   | Janko Božović      | 14 luglio 1985 (34 anni)   | 2.04 m  | 148   | 393  | VfL Gummersbach       |
| 8  | RW   | Robert Weber       | 25 novembre 1985 (34 anni) | 1.79 m  | 175   | 764  | HSG Nordhorn-Lingen   |
| 9  | RW   | David Brandfellner | 20 novembre 1992 (27 anni) | 1.79 m  | 9     | 12   | HC Fivers Margareten  |
| 15 | P    | Fabian Posch       | 5 gennaio 1988 (32 anni)   | 1.98 m  | 101   | 158  | UHK Krems             |
| 20 | LW   | Sebastian Frimmel  | 18 dicembre 1995 (24 anni) | 1.90 m  | 53    | 123  | Kadetten Schaffhausen |
| 24 | LB   | Daniel Dicker      | 5 giugno 1995 (24 anni)    | 1.99 m  | 11    | 10   | HSG Graz              |
| 26 | P    | Lukas Herburger    | 19 dicembre 1994 (25 anni) | 1.97 m  | 26    | 19   | Kadetten Schaffhausen |
| 28 | CB   | Gerald Zeiner      | 28 giugno 1988 (31 anni)   | 1.90 m  | 45    | 99   | Alpla HC Hard         |
| 30 | RB   | Boris Zivkovic     | 2 maggio 1992 (27 anni)    | 1.95 m  | 24    | 26   | Alpla HC Hard         |
| 40 | GK   | Thomas Eichberger  | 20 agosto 1993 (26 anni)   | 1.95 m  | 3     | 0    | HSG Graz              |
| 53 | CB   | Nikola Bilyk       | 28 novembre 1996 (23 anni) | 2.00 m  | 68    | 270  | THW Kiel              |
| 55 | P    | Tobias Wagner      | 26 marzo 1995 (24 anni)    | 1.98 m  | 47    | 80   | HC Fivers Margareten  |
| 60 | CB   | Jacob Jochmann     | 2 ottobre 1993 (26 anni)   | 1.78 m  | 6     | 10   | UHK Krems             |
| 72 | LB   | Lukas Hutecek      | 2 luglio 2000 (19 anni)    | 1.90 m  | 0     | 0    | HC Fivers Margareten  |
| 92 | LW   | Raul Santos        | 1º giugno 1992 (27 anni)   | 1.80 m  | 81    | 302  | SC DHfK Leipzig       |

### Rep. Ceca
Commissario tecnico: Jan Filip/Daniel Kubeš
| N. | Pos. | Nome               | Data di nascita (età)       | Altezza | Pres. | Reti | Squadra                  |
| -- | ---- | ------------------ | --------------------------- | ------- | ----- | ---- | ------------------------ |
| 1  | GK   | Tomáš Mrkva        | 20 gennaio 1989 (30 anni)   | 2.00 m  | 90    | 5    | Bergischer HC            |
| 2  | LW   | Jakub Hrstka       | 17 marzo 1990 (29 anni)     | 1.86 m  | 103   | 337  | Dessau Rosslauer HV 06   |
| 3  | CB   | Roman Bečvář       | 18 aprile 1989 (30 anni)    | 1.89 m  | 113   | 238  | TuS Nettelstedt-Lübbecke |
| 5  | RW   | Miroslav Jurka     | 7 giugno 1987 (32 anni)     | 1.89 m  | 79    | 163  | HC Zubří                 |
| 13 | LB   | Pavel Horák        | 28 novembre 1982 (37 anni)  | 1.98 m  | 122   | 343  | THW Kiel                 |
| 16 | GK   | Martin Galia       | 12 aprile 1979 (40 anni)    | 1.89 m  | 201   | 6    | Górnik Zabrze            |
| 17 | RB   | Stanislav Kašpárek | 11 giugno 1996 (23 anni)    | 2.02 m  | 29    | 108  | MOL-Pick Szeged          |
| 19 | CB   | Tomáš Babák        | 28 dicembre 1993 (26 anni)  | 1.86 m  | 64    | 210  | Bergischer HC            |
| 22 | P    | Peter Šlachta      | 1º gennaio 1993 (27 anni)   | 1.99 m  | 32    | 34   | EHV Aue                  |
| 26 | LW   | Marek Vančo        | 12 luglio 1989 (30 anni)    | 1.87 m  | 28    | 32   | HC Elbflorenc            |
| 27 | CB   | Ondřej Zdráhala    | 10 luglio 1983 (36 anni)    | 1.87 m  | 117   | 395  | Wisła Płock              |
| 31 | RW   | Tomáš Číp          | 5 ottobre 1989 (30 anni)    | 1.87 m  | 68    | 171  | CS Minaur Baia Mare      |
| 32 | LB   | Vojtěch Patzel     | 23 settembre 1998 (21 anni) | 1.90 m  | 7     | 4    | HC Dukla Prague          |
| 34 | LB   | Dominik Solák      | 17 agosto 1997 (22 anni)    | 1.98 m  | 8     | 0    | HCB Karviná              |
| 40 | RB   | Dieudonné Mubenzem | 22 marzo 1996 (23 anni)     | 1.90 m  | 27    | 34   | TV 05/07 Huttenberg      |
| 66 | P    | Štěpán Zeman       | 9 maggio 1997 (22 anni)     | 2.02 m  | 26    | 24   | HSC 2000 Coburg          |
|    | LB   | Matěj Klíma        | 24 marzo 1999 (20 anni)     | 1.91 m  | 3     | 1    | HC Dukla Prague          |
|    | P    | Mojžiš Ján         | 18 giugno 1996 (23 anni)    | 2.00 m  | 0     | 0    | TV Emsdetten             |

### Macedonia del Nord
Commissario tecnico: Danilo Brestovac
| N. | Pos. | Nome              | Data di nascita (età)      | Altezza | Pres. | Reti | Squadra                        |
| -- | ---- | ----------------- | -------------------------- | ------- | ----- | ---- | ------------------------------ |
| 1  | GK   | Nikola Mitrevski  | 3 ottobre 1985 (34 anni)   | 1.88 m  | 38    | 2    | RK Eurofarm Rabotnik           |
| 3  | LW   | Dejan Manaskov    | 26 agosto 1992 (27 anni)   | 1.80 m  | 69    | 268  | Telekom Veszprém               |
| 4  | RB   | Martin Velkovski  | 10 marzo 1997 (22 anni)    | 1.90 m  | 3     | 6    | RK Eurofarm Rabotnik           |
| 5  | P    | Stojanče Stoilov  | 30 aprile 1987 (32 anni)   | 1.91 m  | 64    | 133  | RK Vardar                      |
| 7  | RB   | Kiril Lazarov     | 10 maggio 1980 (39 anni)   | 1.93 m  | 204   | 1431 | HBC Nantes                     |
| 11 | LB   | Filip Taleski     | 28 marzo 1996 (23 anni)    | 2.00 m  | 40    | 101  | HBW Balingen-Weilstetten       |
| 12 | GK   | Martin Tomovski   | 10 luglio 1997 (22 anni)   | 1.90 m  | 0     | 0    | TSG Friesenheim                |
| 14 | LB   | Velko Markoski    | 5 aprile 1986 (33 anni)    | 1.94 m  | 29    | 1    | RK Metalurg Skopje             |
| 16 | GK   | Borko Ristovski   | 2 novembre 1982 (37 anni)  | 1.90 m  | 152   | 5    | S.L. Benfica                   |
| 17 | P    | Nikola Markoski   | 22 maggio 1990 (29 anni)   | 1.95 m  | 14    | 12   | RK Eurofarm Rabotnik           |
| 18 | LB   | Filip Kuzmanovski | 3 luglio 1996 (23 anni)    | 1.98 m  | 35    | 56   | SC Magdeburgo                  |
| 19 | RW   | Nenad Kosteski    | 4 marzo 2001 (18 anni)     | 1.85 m  | 2     | 0    | PPD Zagreb                     |
| 21 | CB   | Mario Tankoski    | 28 agosto 1998 (21 anni)   | 1.92 m  | 9     | 3    | RK Metalurg Skopje             |
| 22 | RW   | Goce Georgievski  | 12 febbraio 1987 (32 anni) | 1.85 m  | 76    | 149  | CSM Bucarest                   |
| 25 | CB   | Goran Krstevski   | 29 marzo 1996 (23 anni)    | 1.96 m  | 6     | 1    | HC Linz AG                     |
| 28 | RW   | Martin Popovski   | 26 agosto 1994 (25 anni)   | 1.77 m  | 23    | 16   | RK Tineks Prolet               |
| 33 | P    | Žarko Peševski    | 11 aprile 1991 (28 anni)   | 1.95 m  | 36    | 65   | TVB 1898 Stuttgart             |
| 66 | LW   | Bojan Madzovski   | 8 maggio 1994 (25 anni)    | 1.84 m  | 3     | 7    | RK Eurofarm Rabotnik           |
| 77 | RB   | Martin Serafimov  | 3 marzo 2000 (19 anni)     | 1.90 m  | 7     | 1    | RK Metalurg Skopje             |
| 97 | CB   | Marko Miševski    | 23 agosto 1999 (20 anni)   | 1.99 m  | 0     | 0    | Grenoble St-Martin-d'Hères MIH |

### Ucraina
Commissario tecnico: Serhiy Bebeshko
| N. | Pos. | Nome                 | Data di nascita (età)       | Altezza | Pres. | Reti | Squadra           |
| -- | ---- | -------------------- | --------------------------- | ------- | ----- | ---- | ----------------- |
| 1  | GK   | Anton Terechov       | 28 luglio 1992 (27 anni)    | 1.94 m  | 8     | 0    | Pogoń Szczecin    |
| 4  | LB   | Ievgen Buinenko      | 20 settembre 1992 (27 anni) | 2.00 m  | 27    | 23   | Orosházi FKSE     |
| 5  | RW   | Andrii Akimenko      | 12 giugno 1994 (25 anni)    | 1.90 m  | 32    | 67   | ZTR Zaporizhia    |
| 10 | P    | Olexandr Shevelev    | 2 dicembre 1987 (32 anni)   | 2.00 m  | 45    | 98   | Eurofarm Rabotnik |
| 11 | LW   | Zakhar Denysov       | 1º marzo 1990 (29 anni)     | 1.87 m  | 38    | 78   | Motor Zaporozhye  |
| 12 | GK   | Anton Derevyankin    | 21 giugno 1991 (28 anni)    | 1.92 m  | 18    | 0    | ZTR Zaporizhia    |
| 13 | CB   | Vladyslav Zalevskyi  | 19 settembre 1998 (21 anni) | 1.85 m  | 0     | 0    | ZTR Zaporizhia    |
| 14 | P    | Dmytro Doroshchuk    | 29 settembre 1986 (33 anni) | 2.02 m  | 43    | 95   | Motor Zaporozhye  |
| 15 | CB   | Oleksandr Tilte      | 10 aprile 1995 (24 anni)    | 1.98 m  | 48    | 97   | ZTR Zaporizhia    |
| 17 | LB   | Dmytro Horiha        | 8 ottobre 1997 (22 anni)    | 1.96 m  | 18    | 35   | Pogoń Szczecin    |
| 20 | RW   | Artem Kozakevych     | 2 ottobre 1992 (27 anni)    | 1.82 m  | 37    | 81   | Motor Zaporozhye  |
| 21 | LW   | Ievgen Zhuk          | 4 agosto 1990 (29 anni)     | 1.87 m  | 48    | 92   | Permskie Medvedi  |
| 22 | RB   | Roman Chychykalo     | 3 luglio 1992 (27 anni)     | 1.92 m  | 28    | 19   | Zagłębie Lubin    |
| 25 | P    | Pavlo Gurkovsky      | 9 ottobre 1985 (34 anni)    | 1.96 m  | 29    | 63   | Motor Zaporozhye  |
| 26 | LB   | Stanislav Žukov      | 26 marzo 1992 (27 anni)     | 2.00 m  | 37    | 91   | Motor Zaporozhye  |
| 32 | LB   | Vladyslav Ostroushko | 5 marzo 1986 (33 anni)      | 2.01 m  | 46    | 111  | Eurofarm Rabotnik |
| 55 | GK   | Gennadiy Komok       | 5 luglio 1987 (32 anni)     | 1.97 m  | 44    | 2    | Motor Zaporozhye  |
| 77 | P    | Dmytro Ilchenko      | 9 luglio 1996 (23 anni)     | 1.98 m  | 15    | 32   | ZTR Zaporizhia    |

## Girone C

### Germania
Commissario tecnico: Christian Prokop
| N. | Pos. | Nome              | Data di nascita (età)       | Altezza | Pres. | Reti | Squadra                |
| -- | ---- | ----------------- | --------------------------- | ------- | ----- | ---- | ---------------------- |
| 1  | GK   | Johannes Bitter   | 2 settembre 1982 (37 anni)  | 2.05 m  | 144   | 0    | TVB 1898 Stuttgart     |
| 2  | LW   | Patrick Zieker    | 13 dicembre 1993 (26 anni)  | 1.86 m  | 3     | 4    | TVB 1898 Stuttgart     |
| 3  | LW   | Uwe Gensheimer    | 26 ottobre 1986 (33 anni)   | 1.88 m  | 175   | 969  | Rhein-Neckar Löwen     |
| 4  | P    | Johannes Golla    | 5 novembre 1997 (22 anni)   | 1.95 m  | 5     | 11   | SG Flensburg-Handewitt |
| 7  | P    | Patrick Wiencek   | 22 marzo 1989 (30 anni)     | 2.01 m  | 136   | 291  | THW Kiel               |
| 9  | RW   | Tobias Reichmann  | 27 agosto 1988 (31 anni)    | 1.88 m  | 82    | 242  | MT Melsungen           |
| 13 | P    | Hendrik Pekeler   | 2 luglio 1991 (28 anni)     | 2.03 m  | 100   | 165  | THW Kiel               |
| 20 | LB   | Philipp Weber     | 15 settembre 1992 (27 anni) | 1.94 m  | 21    | 65   | SC DHfK Lipsia         |
| 22 | CB   | Marian Michalczik | 1º febbraio 1997 (22 anni)  | 1.99 m  | 13    | 17   | GWD Minden             |
| 25 | RB   | Kai Häfner        | 10 luglio 1989 (30 anni)    | 1.92 m  | 80    | 172  | MT Melsungen           |
| 33 | GK   | Andreas Wolff     | 3 marzo 1991 (28 anni)      | 1.98 m  | 89    | 10   | PGE Vive Kielce        |
| 35 | LB   | Julius Kühn       | 1º aprile 1993 (26 anni)    | 1.98 m  | 52    | 166  | MT Melsungen           |
| 38 | LB   | Fabian Böhm       | 24 giugno 1989 (30 anni)    | 1.98 m  | 31    | 72   | TSV Hannover-Burgdorf  |
| 48 | P    | Jannik Kohlbacher | 19 luglio 1995 (24 anni)    | 1.93 m  | 64    | 127  | Rhein-Neckar Löwen     |
| 73 | RW   | Timo Kastening    | 25 giugno 1995 (24 anni)    | 1.80 m  | 5     | 13   | TSV Hannover-Burgdorf  |
| 95 | CB   | Paul Drux         | 7 febbraio 1995 (24 anni)   | 1.92 m  | 81    | 158  | Füchse Berlino         |
|    | RB   | David Schmidt     | 19 ottobre 1993 (26 anni)   | 1.90 m  | 0     | 0    | TVB 1898 Stuttgart     |

### Lettonia
Commissario tecnico: Armands Uščins
| N. | Pos. | Nome              | Data di nascita (età)       | Altezza | Pres. | Reti | Squadra            |
| -- | ---- | ----------------- | --------------------------- | ------- | ----- | ---- | ------------------ |
| 5  | CB   | Māris Veršakovs   | 13 gennaio 1986 (33 anni)   | 1.92 m  | 90    | 242  | Tenax Dobele       |
| 6  | RW   | Uvis Stazdiņš     | 5 ottobre 1999 (20 anni)    | 1.80 m  | 13    | 18   | HC Kehra           |
| 7  | LB   | Aivis Jurdžs      | 24 agosto 1983 (36 anni)    | 1.97 m  | 84    | 319  | Tenax Dobele       |
| 9  | LB   | Emīls Kurzemnieks | 7 maggio 1998 (21 anni)     | 1.93 m  | 18    | 10   | Tenax Dobele       |
| 10 | RB   | Dainis Krištopāns | 27 settembre 1990 (29 anni) | 2.14 m  | 74    | 325  | Vardar             |
| 12 | GK   | Edgars Kukša      | 26 gennaio 1990 (29 anni)   | 1.95 m  | 77    | 0    | OHV Aurich         |
| 14 | LW   | Oskars Arājs      | 4 agosto 1990 (29 anni)     | 1.88 m  | 39    | 43   | Tenax Dobele       |
| 16 | GK   | Raitis Puriņš     | 20 maggio 1988 (31 anni)    | 1.90 m  | 38    | 0    | Celtnieks Rīga     |
| 17 | LB   | Nils Kreicbergs   | 23 maggio 1996 (23 anni)    | 1.92 m  | 45    | 80   | Riihimäki Cocks    |
| 19 | RW   | Andis Ērmanis     | 21 maggio 1990 (29 anni)    | 1.68 m  | 51    | 16   | Tenax Dobele       |
| 27 | P    | Ingars Dude       | 1º gennaio 1987 (33 anni)   | 1.95 m  | 70    | 143  | Limoges Hand87     |
| 33 | RB   | Ģirts Lilienfelds | 4 dicembre 1982 (37 anni)   | 1.89 m  | 81    | 214  | HSC 2000 Coburg    |
| 35 | P    | Egils Politers    | 18 febbraio 1990 (29 anni)  | 1.95 m  | 38    | 52   | Tenax Dobele       |
| 44 | RB   | Evars Klešniks    | 18 maggio 1980 (39 anni)    | 1.99 m  | 70    | 241  | LiT Tribe Germania |
| 71 | LW   | Rihards Leja      | 28 luglio 1992 (27 anni)    | 1.87 m  | 24    | 29   | Celtnieks Rīga     |
| 76 | CB   | Austris Tuminskis | 7 giugno 1990 (29 anni)     | 1.98 m  | 55    | 119  | EHV Aue            |
| 92 | GK   | Artūrs Kuģis      | 17 luglio 1992 (27 anni)    | 1.96 m  | 47    | 3    | Vardar             |
|    | P    | Antons Šuleiko    | 24 gennaio 2000 (19 anni)   | 1.93 m  | 6     | 7    | Tenax Dobele       |

### Paesi Bassi
Commissario tecnico: Erlingur Richardsson
| N. | Pos. | Nome                 | Data di nascita (età)      | Altezza | Pres. | Reti | Squadra                       |
| -- | ---- | -------------------- | -------------------------- | ------- | ----- | ---- | ----------------------------- |
| 1  | GK   | Arjan Versteijnen    | 14 aprile 1996 (23 anni)   | 1.96 m  | 3     | 6    | Bevo HC                       |
| 3  | P    | Samir Benghamen      | 10 dicembre 1993 (26 anni) | 1.95 m  | 21    | 13   | Green Park/Aalsmeer           |
| 4  | P    | Evert Kooijman       | 28 gennaio 1996 (23 anni)  | 1.93 m  | 19    | 30   | HC Achilles Bocholt           |
| 9  | RB   | Niels Versteijnen    | 3 febbraio 2000 (19 anni)  | 2.00 m  | 4     | 5    | SG Flensburg-Handewitt        |
| 11 | RB   | Iso Sluijters        | 24 luglio 1990 (29 anni)   | 1.92 m  | 71    | 159  | NMC Górnik Zabrze             |
| 12 | CB   | Luc Steins           | 22 marzo 1995 (24 anni)    | 1.72 m  | 59    | 169  | Fenix Toulouse Handball       |
| 16 | GK   | Mark van den Beucken | 4 settembre 1996 (23 anni) | 1.95 m  | 8     | 1    | Handball Sport Verein Hamburg |
| 17 | P    | Ivo Steins           | 18 luglio 1992 (27 anni)   | 1.79 m  | 56    | 81   | OCI-LIONS                     |
| 19 | LB   | Robin Schoenaker     | 23 agosto 1995 (24 anni)   | 1.97 m  | 6     | 0    | Sporting NeLo                 |
| 21 | LB   | Kay Smits            | 31 marzo 1997 (22 anni)    | 1.85 m  | 39    | 96   | TTH Holstebro                 |
| 22 | LB   | Jasper Adams         | 3 luglio 1989 (30 anni)    | 2.00 m  | 78    | 193  | OCI-LIONS                     |
| 23 | LB   | Jorn Smits           | 3 settembre 1992 (27 anni) | 1.93 m  | 45    | 64   | TV Emsdetten                  |
| 24 | LB   | Robin Jansen         | 23 giugno 1995 (24 anni)   | 1.94 m  | 16    | 11   | KRAS/Volendam                 |
| 33 | RW   | Sander Visser        | 4 maggio 1999 (20 anni)    | 1.79 m  | 2     | 1    | KRAS/Volendam                 |
| 35 | LW   | Rutger Ten Velde     | 5 marzo 1997 (22 anni)     | 1.78 m  | 17    | 36   | Wilhemshavener HV             |
| 85 | LW   | Tim Remer            | 29 luglio 1985 (34 anni)   | 1.96 m  | 88    | 218  | JD Techniek Hurry-Up          |

### Spagna
Commissario tecnico: Jordi Ribera
| N. | Pos. | Nome                    | Data di nascita (età)       | Altezza | Pres. | Reti | Squadra             |
| -- | ---- | ----------------------- | --------------------------- | ------- | ----- | ---- | ------------------- |
| 5  | RB   | Jorge Maqueda           | 6 febbraio 1988 (31 anni)   | 1.97 m  | 127   | 311  | MOL-Pick Szeged     |
| 6  | LW   | Ángel Fernández         | 16 settembre 1988 (31 anni) | 1.92 m  | 49    | 140  | PGE Vive Kielce     |
| 9  | CB   | Raúl Entrerríos         | 12 febbraio 1981 (38 anni)  | 1.95 m  | 257   | 587  | Barcelona           |
| 10 | RB   | Alex Dujshebaev         | 17 dicembre 1992 (27 anni)  | 1.87 m  | 87    | 218  | PGE Vive Kielce     |
| 11 | CB   | Daniel Sarmiento        | 25 agosto 1983 (36 anni)    | 1.88 m  | 108   | 225  | Saint-Raphaël       |
| 13 | P    | Julen Aguinagalde       | 8 dicembre 1982 (37 anni)   | 1.96 m  | 185   | 453  | PGE Vive Kielce     |
| 21 | LB   | Joan Cañellas           | 30 settembre 1986 (33 anni) | 1.98 m  | 176   | 456  | MOL-Pick Szeged     |
| 24 | LB   | Viran Morros            | 15 dicembre 1983 (36 anni)  | 1.99 m  | 216   | 161  | Paris Saint-Germain |
| 28 | RW   | Aleix Gómez             | 7 maggio 1997 (22 anni)     | 1.83 m  | 23    | 75   | Barcelona           |
| 29 | LW   | Aitor Ariño             | 5 ottobre 1992 (27 anni)    | 1.87 m  | 50    | 104  | Barcelona           |
| 30 | P    | Gedeón Guardiola        | 1º ottobre 1984 (35 anni)   | 2.00 m  | 135   | 166  | Rhein-Neckar Löwen  |
| 31 | LB   | Iosu Goñi Leoz          | 4 gennaio 1990 (30 anni)    | 1.97 m  | 54    | 82   | PAUC Handball       |
| 33 | GK   | Gonzalo Pérez de Vargas | 10 gennaio 1991 (28 anni)   | 1.90 m  | 101   | 8    | Barcelona           |
| 44 | GK   | Rodrigo Corrales        | 24 gennaio 1991 (28 anni)   | 2.02 m  | 60    | 2    | Paris Saint-Germain |
| 46 | RB   | David Fernández Alonso  | 14 aprile 1996 (23 anni)    | 1.96 m  | 3     | 6    | Abanca Ademar León  |
| 49 | RW   | Ferrán Solé             | 25 agosto 1992 (27 anni)    | 1.92 m  | 38    | 180  | Fenix Toulouse      |
| 55 | P    | Adrià Figueras          | 8 dicembre 1988 (31 anni)   | 1.92 m  | 54    | 136  | BM Granollers       |
| 59 | LB   | Daniel Dujshebaev       | 4 luglio 1997 (22 anni)     | 1.97 m  | 32    | 58   | PGE Vive Kielce     |

## Girone D

### Bosnia ed Erzegovina
Commissario tecnico: Bilal Šuman
| N. | Pos. | Nome                | Data di nascita (età)      | Altezza | Pres. | Reti | Squadra                        |
| -- | ---- | ------------------- | -------------------------- | ------- | ----- | ---- | ------------------------------ |
| 1  | GK   | Benjamin Burić      | 20 novembre 1990 (29 anni) | 1.97 m  | N/A   | N/A  | SG Flensburg-Handewitt         |
| 2  | LB   | Gafar Hadžiomerović | 13 febbraio 1990 (29 anni) | 1.94 m  | N/A   | N/A  | Csurgói KK                     |
| 3  | LW   | Alen Ovčina         | 27 febbraio 1989 (30 anni) | 1.89 m  | N/A   | N/A  | RK Vojvodina                   |
| 4  | CB   | Josip Perić         | 5 giugno 1992 (27 anni)    | 1.80 m  | N/A   | N/A  | Frisch Auf Göppingen           |
| 5  | LB   | Mirko Herceg        | 26 febbraio 1992 (27 anni) | 1.95 m  | N/A   | N/A  | Gyöngyösi                      |
| 7  | CB   | Marko Tarabochia    | 28 novembre 1988 (31 anni) | 1.92 m  | N/A   | N/A  | Wisła Płock                    |
| 8  | P    | Senjamin Burić      | 20 novembre 1990 (29 anni) | 1.98 m  | N/A   | N/A  | HBC Nantes                     |
| 10 | RB   | Marko Panić         | 10 marzo 1991 (28 anni)    | 1.97 m  | N/A   | N/A  | HC Meshkov Brest               |
| 11 | LB   | Igor Mandić         | 16 ottobre 1991 (28 anni)  | 1.96 m  | N/A   | N/A  | Limoges Hand87                 |
| 12 | GK   | Nebojša Grahovac    | 11 febbraio 1984 (35 anni) | 1.91 m  | N/A   | N/A  | C' Chartres Métropole Handball |
| 13 | GK   | Ibrahim Haseljić    | 14 gennaio 1998 (21 anni)  | 1.92 m  | N/A   | N/A  | RK Gorenje Velenje             |
| 14 | CB   | Mirsad Terzić       | 12 luglio 1983 (36 anni)   | 1.96 m  | N/A   | N/A  | Telekom Veszprém               |
| 15 | P    | Muhamed Toromanović | 9 aprile 1984 (35 anni)    | 1.94 m  | N/A   | N/A  | HC Bosna Visoko                |
| 16 | GK   | Admir Ahmetašević   | 5 giugno 1994 (25 anni)    | 1.95 m  | N/A   | N/A  | Ángel Ximénez Puente Genil     |
| 17 | LB   | Edin Klis           | 22 febbraio 2000 (19 anni) | 1.95 m  | N/A   | N/A  | RK Iskra Bugojno               |
| 18 | CB   | Ivan Karačić        | 26 maggio 1985 (34 anni)   | 1.90 m  | N/A   | N/A  | Maccabi Rishon LeZion          |
| 19 | LB   | Nikola Prce         | 31 agosto 1980 (39 anni)   | 2.01 m  | N/A   | N/A  | BESA FamGas                    |
| 21 | P    | Vladimir Vranješ    | 14 dicembre 1988 (31 anni) | 2.00 m  | N/A   | N/A  | Grundfos Tatabánya             |
| 22 | RB   | Dejan Malinović     | 12 aprile 1992 (27 anni)   | 1.95 m  | N/A   | N/A  | HC Dobrogea Sud Constanța      |
| 23 | LB   | Dino Hamidović      | 11 luglio 1996 (23 anni)   | 1.95 m  | N/A   | N/A  | Trimo Trebinje                 |
| 26 | RW   | Enes Keškić         | 29 dicembre 1999 (20 anni) | 1.83 m  | N/A   | N/A  | Füchse Berlin                  |
| 27 | LW   | Tomislav Nuić       | 11 dicembre 1988 (31 anni) | 1.87 m  | N/A   | N/A  | Beşiktaş                       |
| 28 | RW   | Srđan Predragović   | 4 luglio 1995 (24 anni)    | 1.93 m  | N/A   | N/A  | Frisch Auf Göppingen           |
| 29 | LB   | Marin Vegar         | 22 gennaio 1990 (29 anni)  | 1.99 m  | N/A   | N/A  | RK Eurofarm Rabotnik           |
| 44 | RW   | Muhamed Zulfić      | 13 maggio 1992 (27 anni)   | 1.88 m  | N/A   | N/A  | Dinamo Bucarest                |
|    | CB   | Saša Puljizović     | 22 dicembre 1989 (30 anni) | 1.92 m  | N/A   | N/A  | Riihimäki Cocks                |
|    | P    | Elmir Građan        | 28 dicembre 1993 (26 anni) | 1.90 m  | N/A   | N/A  | RK Eurofarm Rabotnik           |
|    | GK   | Edin Tatar          | 21 aprile 1989 (30 anni)   | 1.80 m  | N/A   | N/A  | BSV Bern                       |

### Francia
Commissario tecnico: Didier Dinart
| N. | Pos. | Nome              | Data di nascita (età)      | Altezza | Pres. | Reti | Squadra                    |
| -- | ---- | ----------------- | -------------------------- | ------- | ----- | ---- | -------------------------- |
| 5  | RB   | Nedim Remili      | 18 luglio 1995 (24 anni)   | 1.95 m  | 65    | 202  | Paris Saint-Germain        |
| 7  | CB   | Romain Lagarde    | 5 marzo 1997 (22 anni)     | 1.94 m  | 34    | 44   | Rhein-Neckar Löwen         |
| 8  | LB   | Elohim Prandi     | 24 agosto 1998 (21 anni)   | 1.93 m  | 2     | 7    | USAM Nîmes Gard            |
| 9  | CB   | Melvyn Richardson | 30 gennaio 1997 (22 anni)  | 1.90 m  | 17    | 50   | Montpellier Handball       |
| 10 | RB   | Dika Mem          | 31 agosto 1997 (22 anni)   | 1.94 m  | 47    | 118  | Barcelona                  |
| 11 | P    | Nicolas Tournat   | 5 aprile 1994 (25 anni)    | 2.00 m  | 26    | 25   | HBC Nantes                 |
| 12 | GK   | Vincent Gérard    | 16 dicembre 1986 (33 anni) | 1.89 m  | 92    | 12   | Paris Saint-Germain        |
| 13 | CB   | Nikola Karabatić  | 11 aprile 1984 (35 anni)   | 1.96 m  | 308   | 1196 | Paris Saint-Germain        |
| 15 | LW   | Mathieu Grébille  | 6 ottobre 1991 (28 anni)   | 1.98 m  | 72    | 117  | Montpellier Handball       |
| 16 | GK   | Yann Genty        | 26 dicembre 1981 (38 anni) | 1.85 m  | 3     | 0    | Chambéry Savoie MBHB       |
| 19 | RW   | Luc Abalo         | 6 settembre 1984 (35 anni) | 1.82 m  | 257   | 789  | Paris Saint-Germain        |
| 20 | P    | Cédric Sorhaindo  | 31 gennaio 1997 (22 anni)  | 1.92 m  | 215   | 421  | Barcelona                  |
| 21 | LW   | Michaël Guigou    | 28 gennaio 1982 (37 anni)  | 1.80 m  | 278   | 951  | USAM Nîmes Gard            |
| 23 | P    | Ludovic Fabregas  | 1º luglio 1996 (23 anni)   | 1.98 m  | 67    | 115  | Barcelona                  |
| 24 | GK   | Wesley Pardin     | 1º gennaio 1990 (30 anni)  | 1.95 m  | 13    | 0    | PAUC Handball              |
| 26 | LB   | Nicolas Claire    | 10 luglio 1987 (32 anni)   | 1.90 m  | 42    | 45   | PAUC Handball              |
| 27 | RB   | Adrien Dipanda    | 3 maggio 1988 (31 anni)    | 2.02 m  | 72    | 87   | Saint-Raphaël Var Handball |
| 28 | RW   | Valentin Porte    | 7 settembre 1990 (29 anni) | 1.90 m  | 119   | 299  | Montpellier Handball       |

### Norvegia
Commissario tecnico: Christian Berge
| N. | Pos. | Nome                         | Data di nascita (età)       | Altezza | Pres. | Reti | Squadra                |
| -- | ---- | ---------------------------- | --------------------------- | ------- | ----- | ---- | ---------------------- |
| 2  | P    | Tom Kåre Nikolaisen          | 29 dicembre 1997 (22 anni)  | 1.96 m  | 2     | 0    | Kolstad Håndball       |
| 3  | RW   | Kevin Gulliksen              | 9 novembre 1996 (23 anni)   | 1.79 m  | 23    | 29   | GWD Minden             |
| 5  | CB   | Sander Sagosen               | 14 settembre 1995 (24 anni) | 1.95 m  | 94    | 416  | Paris Saint-Germain    |
| 10 | CB   | Sander Andreassen Øverjordet | 8 aprile 1996 (23 anni)     | 1.91 m  | 2     | 2    | Haslum HK              |
| 11 | P    | Petter Øverby                | 26 marzo 1992 (27 anni)     | 1.95 m  | 59    | 26   | HC Erlangen            |
| 16 | GK   | Espen Christensen            | 17 giugno 1985 (34 anni)    | 1.90 m  | 103   | 2    | GWD Minden             |
| 17 | LW   | Magnus Jøndal                | 7 febbraio 1988 (31 anni)   | 1.81 m  | 144   | 448  | SG Flensburg-Handewitt |
| 18 | LB   | William Aar                  | 23 ottobre 1997 (22 anni)   | 1.96 m  | 6     | 5    | Kolstad Håndball       |
| 19 | RW   | Kristian Bjørnsen            | 10 gennaio 1989 (30 anni)   | 1.92 m  | 114   | 496  | HSG Wetzlar            |
| 21 | P    | Magnus Gullerud              | 13 novembre 1991 (28 anni)  | 1.93 m  | 122   | 133  | GWD Minden             |
| 23 | LB   | Gøran Johannessen            | 26 aprile 1994 (25 anni)    | 1.93 m  | 60    | 120  | SG Flensburg-Handewitt |
| 24 | CB   | Christian O'Sullivan         | 22 agosto 1991 (28 anni)    | 1.90 m  | 111   | 168  | SC Magdeburgo          |
| 25 | RB   | Eivind Tangen                | 4 maggio 1993 (26 anni)     | 1.95 m  | 81    | 136  | Skjern Håndbold        |
| 27 | RB   | Harald Reinkind              | 17 agosto 1992 (27 anni)    | 1.96 m  | 95    | 173  | THW Kiel               |
| 30 | GK   | Torbjørn Bergerud            | 16 luglio 1994 (25 anni)    | 2.00 m  | 73    | 0    | SG Flensburg-Handewitt |
| 71 | LW   | Alexander Blonz              | 17 aprile 2000 (19 anni)    | 1.85 m  | 17    | 33   | Elverum Håndball       |
| 77 | RB   | Magnus Abelvik Rød           | 7 luglio 1997 (22 anni)     | 2.03 m  | 46    | 95   | SG Flensburg-Handewitt |
| 96 | GK   | Kristian Sæverås             | 22 giugno 1996 (23 anni)    | 1.99 m  | 9     | 1    | Aalborg Håndbold       |

### Portogallo
Commissario tecnico: Paulo Pereira
| N. | Pos. | Nome                 | Data di nascita (età)       | Altezza | Pres. | Reti | Squadra             |
| -- | ---- | -------------------- | --------------------------- | ------- | ----- | ---- | ------------------- |
| 1  | GK   | Alfredo Quintana     | 20 marzo 1988 (31 anni)     | 2.01 m  | 45    | 6    | FC Porto            |
| 2  | RB   | Bélone Moreira       | 1º giugno 1990 (29 anni)    | 1.80 m  | 6     | 6    | Benfica             |
| 4  | RW   | Pedro Portela        | 6 gennaio 1990 (30 anni)    | 1.86 m  | 77    | 254  | Tremblay Handball   |
| 10 | LW   | Diogo Branquinho     | 25 luglio 1994 (25 anni)    | 1.80 m  | 29    | 66   | FC Porto            |
| 14 | CB   | Rui Silva            | 28 aprile 1993 (26 anni)    | 1.86 m  | 67    | 102  | FC Porto            |
| 17 | P    | Tiago Rocha          | 17 ottobre 1985 (34 anni)   | 1.96 m  | 129   | 351  | Sporting CP         |
| 19 | CB   | Miguel Martins       | 4 novembre 1997 (22 anni)   | 1.92 m  | 32    | 62   | FC Porto            |
| 22 | RB   | João Ferraz          | 8 gennaio 1990 (30 anni)    | 1.96 m  | 66    | 122  | HSC Suhr Aarau      |
| 23 | RW   | António Areia        | 21 giugno 1990 (29 anni)    | 1.90 m  | 32    | 88   | FC Porto            |
| 24 | LB   | Alexandre Cavalcanti | 27 dicembre 1996 (23 anni)  | 2.03 m  | 26    | 23   | HBC Nantes          |
| 26 | GK   | Humberto Gomes       | 1º gennaio 1978 (42 anni)   | 1.93 m  | 64    | 0    | Madeira Andebol SAD |
| 27 | LB   | André Gomes          | 27 luglio 1998 (21 anni)    | 1.92 m  | 8     | 10   | FC Porto            |
| 34 | LW   | Fábio Vidrago        | 28 ottobre 1988 (31 anni)   | 1.80 m  | 42    | 102  | Benfica             |
| 41 | GK   | Gustavo Capdeville   | 31 agosto 1997 (22 anni)    | 1.89 m  | 5     | 0    | Benfica             |
| 80 | RB   | Fábio Magalhães      | 12 marzo 1988 (31 anni)     | 1.94 m  | 126   | 265  | FC Porto            |
| 82 | P    | Luís Frade           | 11 settembre 1998 (21 anni) | 1.94 m  | 8     | 8    | Sporting CP         |
| 87 | P    | Daymaro Salina       | 1º settembre 1987 (32 anni) | 2.00 m  | 33    | 53   | FC Porto            |
| 91 | P    | Alexis Borges        | 6 ottobre 1991 (28 anni)    | 1.96 m  | 20    | 30   | FC Porto            |

## Girone E

### Danimarca
Commissario tecnico: Nikolaj Jacobsen
| N. | Pos. | Nome                   | Data di nascita (età)       | Altezza | Pres. | Reti | Squadra               |
| -- | ---- | ---------------------- | --------------------------- | ------- | ----- | ---- | --------------------- |
| 1  | GK   | Niklas Landin Jacobsen | 19 dicembre 1988 (31 anni)  | 2.01 m  | 204   | 9    | THW Kiel              |
| 2  | RB   | Niclas Kirkeløkke      | 26 marzo 1994 (25 anni)     | 1.95 m  | 32    | 47   | Rhein-Neckar Löwen    |
| 4  | LW   | Magnus Landin Jacobsen | 20 agosto 1995 (24 anni)    | 1.96 m  | 58    | 120  | THW Kiel              |
| 10 | LW   | Magnus Bramming        | 1º ottobre 1990 (29 anni)   | 1.83 m  | 8     | 18   | TTH Holstebro         |
| 11 | CB   | Rasmus Lauge Schmidt   | 20 giugno 1991 (28 anni)    | 1.93 m  | 121   | 292  | Telekom Veszprém      |
| 14 | P    | Anders Zachariassen    | 4 settembre 1991 (28 anni)  | 1.92 m  | 41    | 99   | Flensburg-Handewitt   |
| 15 | P    | Magnus Saugstrup       | 12 luglio 1996 (23 anni)    | 1.94 m  | 8     | 11   | Aalborg Håndbold      |
| 16 | GK   | Jannick Green          | 30 settembre 1988 (31 anni) | 1.95 m  | 129   | 2    | SC Magdeburgo         |
| 17 | RW   | Lasse Svan Hansen      | 31 agosto 1983 (36 anni)    | 1.85 m  | 214   | 503  | Flensburg-Handewitt   |
| 18 | RW   | Hans Lindberg          | 1º agosto 1981 (38 anni)    | 1.88 m  | 265   | 743  | Füchse Berlino        |
| 19 | P    | René Toft Hansen       | 1º novembre 1984 (35 anni)  | 2.00 m  | 142   | 204  | Benfica               |
| 21 | LB   | Henrik Møllgaard       | 2 gennaio 1985 (35 anni)    | 1.96 m  | 150   | 168  | Aalborg Håndbold      |
| 22 | CB   | Mads Mensah Larsen     | 12 agosto 1991 (28 anni)    | 1.88 m  | 126   | 236  | Rhein-Neckar Löwen    |
| 24 | LB   | Mikkel Hansen          | 22 ottobre 1987 (32 anni)   | 1.92 m  | 204   | 1000 | Paris Saint-Germain   |
| 25 | CB   | Morten Olsen           | 11 ottobre 1984 (35 anni)   | 1.84 m  | 93    | 201  | TSV Hannover-Burgdorf |
| 27 | CB   | Michael Damgaard       | 18 marzo 1990 (29 anni)     | 1.92 m  | 73    | 174  | SC Magdeburgo         |
| 28 | LB   | Lasse Andersson        | 11 marzo 1994 (25 anni)     | 1.95 m  | 23    | 30   | Barcelona             |
| 31 | RB   | Nikolaj Øris Nielsen   | 26 settembre 1986 (33 anni) | 1.94 m  | 40    | 75   | Bjerringbro-Silkeborg |
| 32 | LB   | Jacob Holm             | 5 settembre 1995 (24 anni)  | 1.94 m  | 20    | 46   | Füchse Berlino        |

### Ungheria
Commissario tecnico: István Gulyás
| N. | Pos. | Nome             | Data di nascita (età)       | Altezza | Pres. | Reti | Squadra            |
| -- | ---- | ---------------- | --------------------------- | ------- | ----- | ---- | ------------------ |
| 2  | P    | Adrián Sipos     | 8 marzo 1990 (29 anni)      | 1.98 m  | 20    | 18   | Tatabánya KC       |
| 5  | P    | Bence Szűcs      | 25 maggio 1999 (20 anni)    | 2.06 m  | 0     | 0    | Telekom Veszprém   |
| 9  | RB   | Zsolt Balogh     | 29 marzo 1989 (30 anni)     | 1.89 m  | 55    | 169  | Grubdfos Tatabánya |
| 11 | LB   | Patrik Ligetvári | 13 febbraio 1996 (23 anni)  | 2.01 m  | 42    | 32   | CB Ademar León     |
| 12 | GK   | Márton Székely   | 20 gennaio 1990 (29 anni)   | 1.95 m  | 41    | 0    | Telekom Veszprém   |
| 13 | LW   | Bendegúz Bóka    | 2 ottobre 1993 (26 anni)    | 1.95 m  | 25    | 55   | Balatonfüredi KSE  |
| 15 | CB   | Mátyás Győri     | 2 febbraio 1997 (22 anni)   | 1.94 m  | 6     | 16   | Grubdfos Tatabánya |
| 16 | GK   | Roland Mikler    | 20 settembre 1984 (35 anni) | 1.90 m  | 199   | 0    | SC Pick Szeged     |
| 20 | P    | Miklós Rosta     | 14 febbraio 1999 (20 anni)  | 1.98 m  | 16    | 14   | SC Pick Szeged     |
| 23 | RB   | Dominik Máthé    | 1º aprile 1999 (20 anni)    | 2.01 m  | 10    | 18   | Balatonfüredi KSE  |
| 24 | GK   | Ádám Borbély     | 22 giugno 1995 (24 anni)    | 1.97 m  | 13    | 0    | Grubdfos Tatabánya |
| 27 | P    | Bence Bánhidi    | 9 febbraio 1995 (24 anni)   | 2.04 m  | 65    | 162  | SC Pick Szeged     |
| 30 | LB   | Zoltán Szita     | 10 febbraio 1998 (21 anni)  | 1.96 m  | 11    | 17   | Wisła Płock        |
| 37 | RB   | Donát Bartók     | 13 luglio 1996 (23 anni)    | 1.91 m  | 10    | 21   | TBV Lemgo          |
| 39 | LB   | Richárd Bodó     | 13 marzo 1993 (26 anni)     | 2.03 m  | 62    | 188  | SC Pick Szeged     |
| 45 | CB   | Dávid Ubornyák   | 8 settembre 1998 (21 anni)  | 1.86 m  | 1     | 0    | Gyöngyösi KK       |
| 47 | RW   | Péter Hornyák    | 4 ottobre 1995 (24 anni)    | 1.78 m  | 37    | 59   | Grubdfos Tatabánya |
| 49 | RW   | Ádám Tóth        | 18 ottobre 1995 (24 anni)   | 1.77 m  | 2     | 1    | CYEB Budakalász    |
| 66 | CB   | Máté Lékai       | 16 giugno 1988 (31 anni)    | 1.90 m  | 14    | 376  | Telekom Veszprém   |
|    | GK   | Adrián Andó      | 29 gennaio 1999 (20 anni)   | 1.89 m  | 0     | 0    | Balatonfüredi KSE  |
|    | LB   | Srećko Jerković  | 29 febbraio 1992 (27 anni)  | 1.97 m  | 0     | 0    | Sport36 - Komlö    |
|    | LB   | Bence Nagy       | 5 luglio 1997 (22 anni)     | 1.95 m  | 0     | 0    | Ferencváros        |

### Islanda
Commissario tecnico: Guðmundur Guðmundsson
| N. | Pos. | Nome                      | Data di nascita (età)     | Altezza | Pres. | Reti | Squadra              |
| -- | ---- | ------------------------- | ------------------------- | ------- | ----- | ---- | -------------------- |
| 1  | GK   | Björgvin Páll Gústavsson  | 24 maggio 1985 (34 anni)  | 1.93 m  | 221   | 13   | Skjern Håndbold      |
| 3  | P    | Kári Kristjánsson         | 28 ottobre 1984 (35 anni) | 1.98 m  | 137   | 162  | ÍBV                  |
| 4  | LB   | Aron Pálmarsson           | 19 luglio 1990 (29 anni)  | 1.93 m  | 141   | 553  | Barcelona            |
| 8  | LW   | Bjarki Már Elísson        | 16 maggio 1990 (29 anni)  | 1.91 m  | 63    | 141  | TBV Lemgo            |
| 9  | LW   | Guðjón Valur Sigurðsson   | 8 agosto 1979 (40 anni)   | 1.87 m  | 356   | 1853 | Paris Saint-Germain  |
| 11 | P    | Ýmir Örn Gíslason         | 1º luglio 1997 (22 anni)  | 1.92 m  | 33    | 14   | Valur                |
| 13 | LB   | Ólafur Guðmundsson        | 13 maggio 1990 (29 anni)  | 1.94 m  | 115   | 215  | IFK Kristianstad     |
| 15 | RB   | Alexander Petersson       | 2 luglio 1980 (39 anni)   | 1.86 m  | 173   | 694  | Rhein-Neckar Löwen   |
| 15 | DF   | Daníel Þór Ingason        | 15 gennaio 1995 (24 anni) | 1.95 m  | 30    | 9    | Ribe-Esbjerg HH      |
| 16 | GK   | Viktor Gísli Hallgrímsson | 24 luglio 2000 (19 anni)  | 2.00 m  | 9     | 0    | GOG Håndbold         |
| 17 | RW   | Arnór Þór Gunnarsson      | 23 ottobre 1987 (32 anni) | 1.81 m  | 105   | 311  | Bergischer HC        |
| 20 | GK   | Ágúst Elí Björgvinsson    | 11 aprile 1995 (24 anni)  | 1.90 m  | 31    | 0    | IK Sävehof           |
| 21 | P    | Arnar Freyr Arnarsson     | 14 marzo 1996 (23 anni)   | 2.01 m  | 45    | 65   | GOG Håndbold         |
| 22 | RW   | Sigvaldi Guðjónsson       | 4 luglio 1994 (25 anni)   | 1.91 m  | 20    | 37   | Elverum Håndball     |
| 24 | CB   | Haukur Þrastarson         | 14 aprile 2000 (19 anni)  | 1.92 m  | 12    | 15   | Selfoss              |
| 25 | CB   | Elvar Örn Jónsson         | 31 agosto 1997 (22 anni)  | 1.85 m  | 26    | 80   | Skjern Håndbold      |
| 28 | RB   | Viggó Kristjánsson        | 9 dicembre 1993 (26 anni) | 1.87 m  | 2     | 3    | HSG Wetzlar          |
| 29 | P    | Sveinn Jóhannsson         | 16 giugno 1999 (20 anni)  | 1.95 m  | 7     | 14   | SønderjyskE Håndbold |
| 33 | CB   | Janus Daði Smárason       | 1º gennaio 1995 (25 anni) | 1.84 m  | 37    | 41   | Aalborg Håndbold     |

### Russia
Commissario tecnico: Ėduard Kokšarov
| N. | Pos. | Nome                 | Data di nascita (età)      | Altezza | Pres. | Reti | Squadra              |
| -- | ---- | -------------------- | -------------------------- | ------- | ----- | ---- | -------------------- |
| 2  | GK   | Denis Zabolotin      | 18 giugno 1998 (21 anni)   | 1.90 m  | 4     | 0    | SKIF Krasnodar       |
| 3  | LB   | Dmitrij Santalov     | 7 aprile 1996 (23 anni)    | 1.96 m  | 19    | 46   | Chekhovskiye Medvedi |
| 6  | RW   | Daniil Šiškarëv      | 6 luglio 1988 (31 anni)    | 1.90 m  | 121   | 303  | RK Vardar            |
| 7  | RW   | Dmitrij Kovalëv      | 15 maggio 1982 (37 anni)   | 1.80 m  | 213   | 552  | HC Spartak           |
| 9  | LB   | Aleksandr Škurinskij | 11 aprile 1995 (24 anni)   | 1.93 m  | 38    | 80   | Meshkov Brest        |
| 13 | LB   | Sergej Gorbok        | 4 dicembre 1982 (37 anni)  | 1.95 m  | 82    | 243  | RK Vardar            |
| 19 | LB   | Pavel At'man         | 25 maggio 1987 (32 anni)   | 1.93 m  | 118   | 234  | RK Vardar            |
| 21 | P    | Gleb Kalaraš         | 29 novembre 1990 (29 anni) | 2.05 m  | 65    | 106  | RK Vardar            |
| 31 | LW   | Timur Dibirov        | 30 luglio 1983 (36 anni)   | 1.80 m  | 212   | 743  | RK Vardar            |
| 44 | LW   | Igor' Soroka         | 27 maggio 1991 (28 anni)   | 1.80 m  | 47    | 125  | Motor Zaporozhye     |
| 47 | RB   | Aleksandr Kotov      | 11 luglio 1994 (25 anni)   | 1.98 m  | 11    | 7    | Chekhovskiye Medvedi |
| 55 | P    | Aleksandr Ermakov    | 14 gennaio 1996 (23 anni)  | 1.95 m  | 0     | 0    | Dinamo Astrakhan     |
| 78 | P    | Pavel Andreev        | 19 luglio 1992 (27 anni)   | 1.95 m  | 0     | 0    | Chekhovskiye Medvedi |
| 87 | GK   | Victor Kireev        | 5 maggio 1987 (32 anni)    | 1.90 m  | 60    | 0    | Motor Zaporozhye     |
| 89 | CB   | Dmitrij Žitnikov     | 20 novembre 1989 (30 anni) | 1.95 m  | 122   | 314  | MOL-Pick Szeged      |
| 99 | LB   | Sergej Kosorotov     | 16 giugno 1999 (20 anni)   | 1.95 m  | 15    | 30   | Chekhovskiye Medvedi |

## Girone F

### Polonia
Commissario tecnico: Patryk Rombel
| N. | Pos. | Nome                 | Data di nascita (età)      | Altezza | Pres. | Reti | Squadra             |
| -- | ---- | -------------------- | -------------------------- | ------- | ----- | ---- | ------------------- |
| 1  | GK   | Mateusz Kornecki     | 5 giugno 1994 (25 anni)    | 1.94 m  | 34    | 3    | PGE Vive Kielce     |
| 6  | LW   | Przemysław Krajewski | 20 gennaio 1987 (32 anni)  | 1.84 m  | 127   | 289  | Orlen Wisła Płock   |
| 9  | LB   | Szymon Sićko         | 20 agosto 1997 (22 anni)   | 2.00 m  | 15    | 17   | Górnik Zabrze       |
| 11 | RB   | Maciej Majdziński    | 8 aprile 1996 (23 anni)    | 1.89 m  | 5     | 5    | Bergischer HC       |
| 17 | LB   | Antoni Łangowski     | 19 aprile 1990 (29 anni)   | 1.95 m  | 28    | 56   | Azoty-Puławy        |
| 20 | CB   | Maciej Pilitowski    | 27 ottobre 1990 (29 anni)  | 1.86 m  | 17    | 18   | MKS Kalisz          |
| 21 | P    | Kamil Syprzak        | 23 luglio 1991 (28 anni)   | 2.06 m  | 137   | 267  | Paris Saint-Germain |
| 23 | RW   | Arkadiusz Moryto     | 31 agosto 1997 (22 anni)   | 1.80 m  | 52    | 220  | PGE Vive Kielce     |
| 25 | LW   | Piotr Jarosiewicz    | 28 giugno 1998 (21 anni)   | 1.78 m  | 17    | 30   | Azoty-Puławy        |
| 27 | CB   | Adrian Kondratiuk    | 23 febbraio 1993 (26 anni) | 1.85 m  | 24    | 33   | Górnik Zabrze       |
| 28 | P    | Maciej Gębala        | 10 gennaio 1994 (25 anni)  | 2.00 m  | 53    | 38   | SC DHfK Leipzig     |
| 30 | RB   | Rafał Przybylski     | 19 febbraio 1991 (28 anni) | 2.00 m  | 63    | 129  | Azoty-Puławy        |
| 34 | RW   | Krystian Bondzior    | 24 aprile 1999 (20 anni)   | 1.82 m  | 6     | 5    | Górnik Zabrze       |
| 36 | P    | Dawid Dawydzik       | 17 dicembre 1994 (25 anni) | 2.00 m  | 11    | 16   | Azoty-Puławy        |
| 49 | LB   | Piotr Chrapkowski    | 24 marzo 1988 (31 anni)    | 2.03 m  | 111   | 167  | SC Magdeburg        |
| 94 | GK   | Adam Morawski        | 17 ottobre 1994 (25 anni)  | 1.90 m  | 40    | 2    | Orlen Wisła Płock   |

### Slovenia
Commissario tecnico: Ljubomir Vranjes
| N. | Pos. | Nome             | Data di nascita (età)       | Altezza | Pres. | Reti | Squadra               |
| -- | ---- | ---------------- | --------------------------- | ------- | ----- | ---- | --------------------- |
| 3  | P    | Blaž Blagotinšek | 17 gennaio 1994 (25 anni)   | 2.02 m  | 78    | 120  | Telekom Veszprém      |
| 5  | LB   | Nik Henigman     | 4 dicembre 1995 (24 anni)   | 2.00 m  | 39    | 60   | MOL-Pick Szeged       |
| 6  | RW   | Gašper Marguč    | 20 agosto 1990 (29 anni)    | 1.81 m  | 106   | 364  | Telekom Veszprém      |
| 8  | RW   | Blaž Janc        | 20 novembre 1996 (23 anni)  | 1.87 m  | 54    | 176  | PGE Vive Kielce       |
| 11 | RB   | Jure Dolenec     | 6 dicembre 1988 (31 anni)   | 1.91 m  | 135   | 476  | Barça                 |
| 13 | LW   | Darko Cingesar   | 25 luglio 1990 (29 anni)    | 1.87 m  | 65    | 113  | Pays d'Aix UC         |
| 17 | RB   | Nejc Cehte       | 4 settembre 1992 (27 anni)  | 1.96 m  | 17    | 27   | TSV Hannover-Burgdorf |
| 20 | LW   | Tilen Kodrin     | 14 maggio 1994 (25 anni)    | 1.92 m  | 34    | 53   | Celje Pivovarna Laško |
| 23 | CB   | Miha Zarabec     | 12 ottobre 1991 (28 anni)   | 1.77 m  | 54    | 126  | THW Kiel              |
| 26 | GK   | Klemen Ferlin    | 26 giugno 1989 (30 anni)    | 1.91 m  | 27    | 0    | Celje Pivovarna Laško |
| 27 | P    | Kristjan Horžen  | 8 dicembre 1999 (20 anni)   | 1.92 m  | 0     | 0    | Celje Pivovarna Laško |
| 33 | P    | Igor Žabič       | 15 agosto 1992 (27 anni)    | 2.01 m  | 23    | 32   | Orlen Wisła Płock     |
| 34 | CB   | Rok Ovniček      | 29 gennaio 1995 (24 anni)   | 1.84 m  | 13    | 17   | HBC Nantes            |
| 44 | CB   | Dean Bombač      | 4 aprile 1989 (30 anni)     | 1.90 m  | 78    | 142  | MOL-Pick Szeged       |
| 51 | LB   | Borut Mačkovšek  | 11 settembre 1992 (27 anni) | 2.03 m  | 97    | 217  | Telekom Veszprém      |
| 99 | GK   | Urh Kastelic     | 27 febbraio 1996 (23 anni)  | 2.01 m  | 32    | 5    | Frisch Auf Göppingen  |

### Svezia
Commissario tecnico: Kristján Andrésson
| N. | Pos. | Nome                | Data di nascita (età)       | Altezza | Pres. | Reti | Squadra                |
| -- | ---- | ------------------- | --------------------------- | ------- | ----- | ---- | ---------------------- |
| 5  | P    | Max Darj            | 27 settembre 1991 (28 anni) | 1.92 m  | 54    | 25   | Bergischer HC          |
| 6  | LB   | Philip Henningsson  | 14 giugno 1995 (24 anni)    | 1.96 m  | 28    | 17   | IFK Kristianstad       |
| 9  | LW   | Jerry Tollbring     | 13 settembre 1995 (24 anni) | 1.82 m  | 62    | 186  | Rhein-Neckar Löwen     |
| 11 | RW   | Daniel Pettersson   | 6 maggio 1992 (27 anni)     | 1.79 m  | 17    | 53   | SC Magdeburgo          |
| 12 | GK   | Andreas Palicka     | 10 luglio 1986 (33 anni)    | 1.89 m  | 96    | 4    | Rhein-Neckar Löwen     |
| 17 | LB   | Simon Jeppsson      | 15 luglio 1995 (24 anni)    | 2.03 m  | 50    | 96   | SG Flensburg-Handewitt |
| 20 | GK   | Mikael Appelgren    | 6 settembre 1989 (30 anni)  | 1.91 m  | 85    | 2    | Rhein-Neckar Löwen     |
| 22 | LW   | Lucas Pellas        | 28 agosto 1995 (24 anni)    | 1.88 m  | 4     | 12   | Lugi HF                |
| 23 | RB   | Albin Lagergren     | 11 settembre 1992 (27 anni) | 1.86 m  | 47    | 135  | SC Magdeburgo          |
| 24 | CB   | Jim Gottfridsson    | 2 settembre 1992 (27 anni)  | 1.91 m  | 79    | 272  | SG Flensburg-Handewitt |
| 25 | CB   | Linus Arnesson      | 11 maggio 1990 (29 anni)    | 1.88 m  | 33    | 38   | Bergischer HC          |
| 35 | P    | Andreas Nilsson     | 12 aprile 1990 (29 anni)    | 1.97 m  | 132   | 305  | Telekom Veszprém       |
| 36 | P    | Jesper Nielsen      | 30 settembre 1989 (30 anni) | 2.00 m  | 105   | 139  | Rhein-Neckar Löwen     |
| 60 | LB   | Kim Ekdahl du Rietz | 23 luglio 1989 (30 anni)    | 1.94 m  | 88    | 250  | Paris Saint-Germain    |
| 62 | RW   | Valter Chrintz      | 26 aprile 2000 (19 anni)    | 1.85 m  | 4     | 11   | IFK Kristianstad       |
| 65 | LB   | Lukas Nilsson       | 16 novembre 1996 (23 anni)  | 1.94 m  | 64    | 164  | THW Kiel               |

### Svizzera
Commissario tecnico: Michael Suter
| N. | Pos. | Nome                  | Data di nascita (età)      | Altezza | Pres. | Reti | Squadra                  |
| -- | ---- | --------------------- | -------------------------- | ------- | ----- | ---- | ------------------------ |
| 2  | CB   | Andy Schmid           | 30 agosto 1983 (36 anni)   | 1.89 m  | 177   | 843  | Rhein-Neckar Löwen       |
| 3  | P    | Lucas Meister         | 16 agosto 1996 (23 anni)   | 1.96 m  | 44    | 117  | GWD Minden               |
| 4  | LB   | Lenny Rubin           | 1º febbraio 1996 (23 anni) | 2.05 m  | 31    | 105  | HSG Wetzlar              |
| 8  | P    | Michal Svajlen        | 12 aprile 1989 (30 anni)   | 1.96 m  | 81    | 104  | Pfadi Winterthur         |
| 9  | LW   | Marvin Lier           | 8 settembre 1992 (27 anni) | 1.85 m  | 58    | 128  | Pfadi Winterthur         |
| 11 | LB   | Roman Sidorowicz      | 8 agosto 1991 (28 anni)    | 1.87 m  | 56    | 129  | MT Melsungen             |
| 14 | CB   | Lucas von Deschwanden | 5 giugno 1989 (30 anni)    | 1.92 m  | 55    | 177  | Chambéry Savoie          |
| 15 | RB   | Nicolas Raemy         | 25 febbraio 1992 (27 anni) | 1.86 m  | 59    | 177  | Wacker Thun              |
| 16 | GK   | Nikola Portner        | 19 novembre 1993 (26 anni) | 1.94 m  | 85    | 8    | Montpellier Handball     |
| 17 | P    | Samuel Röthlisberger  | 15 agosto 1996 (23 anni)   | 1.99 m  | 40    | 11   | TVB 1898 Stuttgart       |
| 18 | RB   | Dimitrij Küttel       | 18 febbraio 1994 (25 anni) | 1.92 m  | 54    | 120  | Kadetten Schaffhausen    |
| 20 | LB   | Luka Maros            | 20 marzo 1994 (25 anni)    | 1.96 m  | 42    | 100  | Kadetten Schaffhausen    |
| 24 | RW   | Nik Tominec           | 26 marzo 1991 (28 anni)    | 1.87 m  | 8     | 8    | Kadetten Schaffhausen    |
| 27 | RW   | Maximilian Gerbl      | 25 giugno 1995 (24 anni)   | 1.79 m  | 28    | 58   | Kadetten Schaffhausen    |
| 31 | GK   | Aurel Bringolf        | 2 novembre 1987 (32 anni)  | 1.90 m  | 63    | 2    | TSV St. Otmar St. Gallen |
| 34 | P    | Alen Milosevic        | 24 dicembre 1989 (30 anni) | 1.91 m  | 43    | 80   | SC DHfK Leipzig          |